# Nordanstig
Nordanstig is een Zweedse gemeente in Hälsingland. De gemeente behoort tot de provincie Gävleborgs län. Ze heeft een totale oppervlakte van 2543,2 km² en telde 9872 inwoners in 2004.

## Plaatsen
| - Bergsjö - Gnarp - Ilsbo - Harmånger - Strömsbruk - Hassela - Stocka - Jättendal - Hassela kyrkby | - Byn - Vattrång - Mellanfjärden - Älgered - Storsveden - Gällsta en Husta - Sågtäkten - Bjåsta en Vade | - Vattlång - Norrfjärden - Forsa - Gammsätter - Gränsfors - Högen - Fiskvik - Älvsta |